# Chùa Vĩnh Tràng
Chùa Vĩnh Tràng tọa lạc trên đường Nguyễn Trung Trực, ấp Mỹ An, xã Mỹ Phong, thành phố Mỹ Tho, tỉnh Tiền Giang, Việt Nam.

## Lịch sử
Đầu thế kỷ 19, chùa được ông bà Bùi Công Đạt bắt đầu xây dựng. Năm 1849, Hòa thượng Thích Huệ Đăng ở chùa Giác Lâm (Gia Định) về trụ trì đã tổ chức xây dựng thành ngôi đại tự và đặt tên là chùa Vĩnh Trường với ngụ ý ước cho chùa được "Vĩnh cửu đối sơn hà, trường tồn tề thiên địa". Người dân vùng lân cận đến nay vẫn quen gọi là chùa Vĩnh Tràng.
Năm 1907, Hòa thượng Chánh Hậu đã cho trùng kiến ngôi chùa, pha hòa cả nét kiến trúc Á - Âu.
Đây là một ngôi chùa nổi tiếng ở Nam Bộ, và là một điểm hành hương và du lịch nổi tiếng.
Năm 1984, chùa Vĩnh Tràng đã được Bộ Văn hóa Thông tin (nay là Bộ Văn hóa Thể thao và Du lịch) xếp hạng di tích cấp Quốc gia.

## Kiến trúc

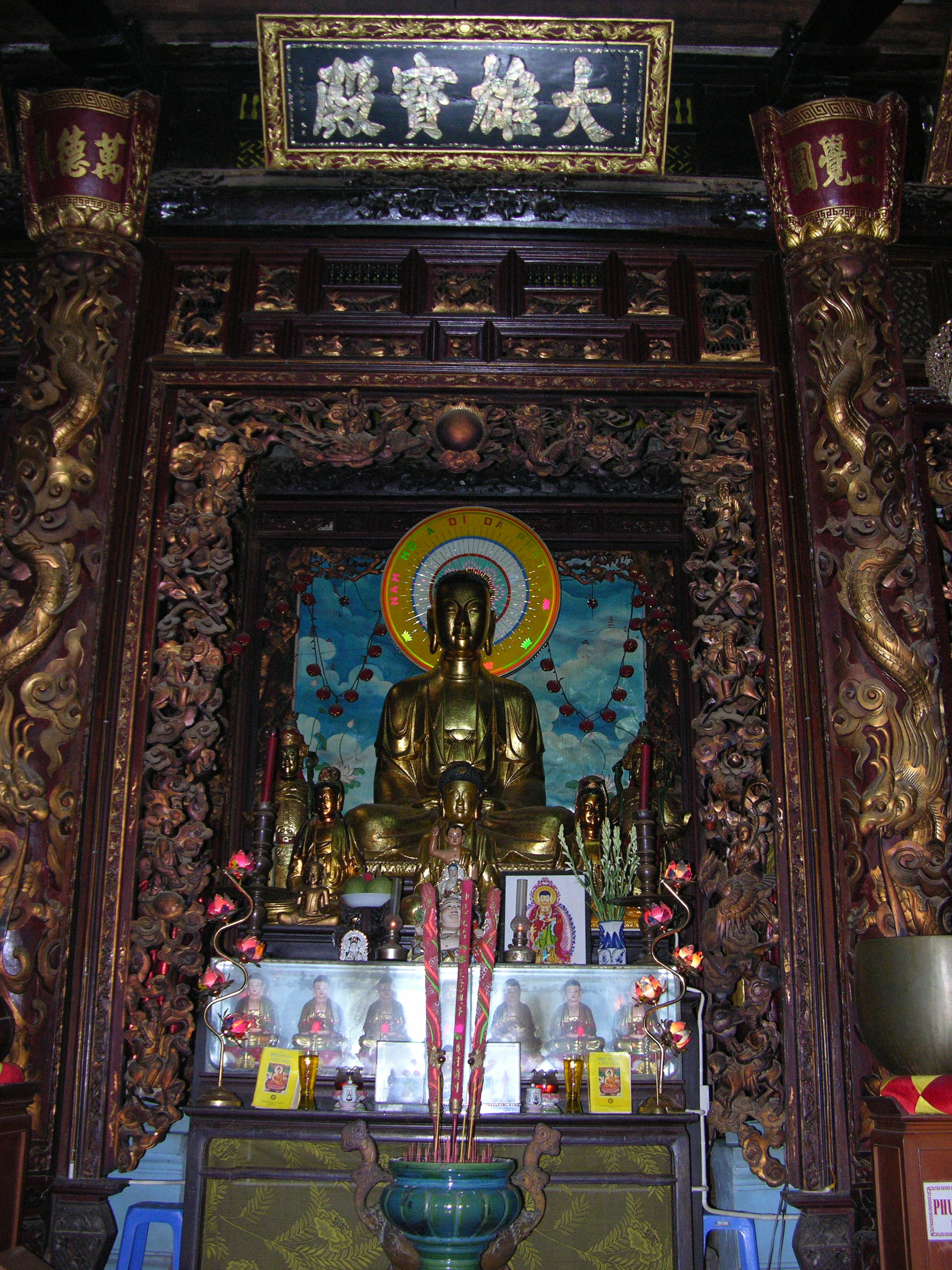
Bệ thờ chính của chùa.

Chính điện được bày trí trang nghiêm. Chùa còn bảo tồn nhiều tượng cổ, bao lam chạm trổ công phu. Bộ Thập bát La hán thượng kỳ thú là những tác phẩm tượng tròn độc đáo được các nghệ nhân Nam Bộ tạc vào những năm đầu thế kỷ 20.
Chùa được xây cất do công trình kiến trúc của nhiều người, trong nhiều năm, là một chùa lớn, được kiến trúc khá tinh vi, đa dạng theo lối kiến trúc tổng hợp Á - Âu (Pháp, La Mã, Thái, Miên, Chàm). Tuy nhiên, chùa vẫn mang đậm nét lối kiến trúc điêu khắc truyền thống Việt Nam.
Chùa Vĩnh Tràng được kiến trúc theo dạng chữ Quốc, gồm 4 gian nối tiếp nhau (tiền đường, chánh điện, nhà tổ và nhà hậu) rộng 14.000 m², dài 70 m, rộng 20 m, xây bằng xi măng và gỗ quý, nền đúc cao 1 m, xung quanh xây tường vững chắc.
Phía trong gian chính điện và nhà tổ làm theo kiểu Trung Quốc nhưng vẫn giữ được nét kiến trúc Việt Nam, nối hai gian này là một khoảng nhỏ có hòn non bộ ở giữa, hòn non bộ này phác họa lại cảnh thiên nhiên sinh động mang bản sắc Việt Nam. Đúng trên hòn non bộ nhìn về mặt sau gian chánh điện, hai bên nhà cầu, mặt trước nhà tổ, ta sẽ thấy lối kiến trúc Rô-ma với những hàng đá hoa màu của Pháp được trang trí trên thành nóc, trên những cột xây bằng xi măng kiểu cách.
Đi vào từng gian sẽ thấy một màu vàng óng ánh được thếp trên các hình chạm, trên các tượng phật. Những đôi long trụ trong gian chính điện là những cây cột tròn to, bằng gỗ quý kiến trúc theo kiểu "thượng thu hạ cách".

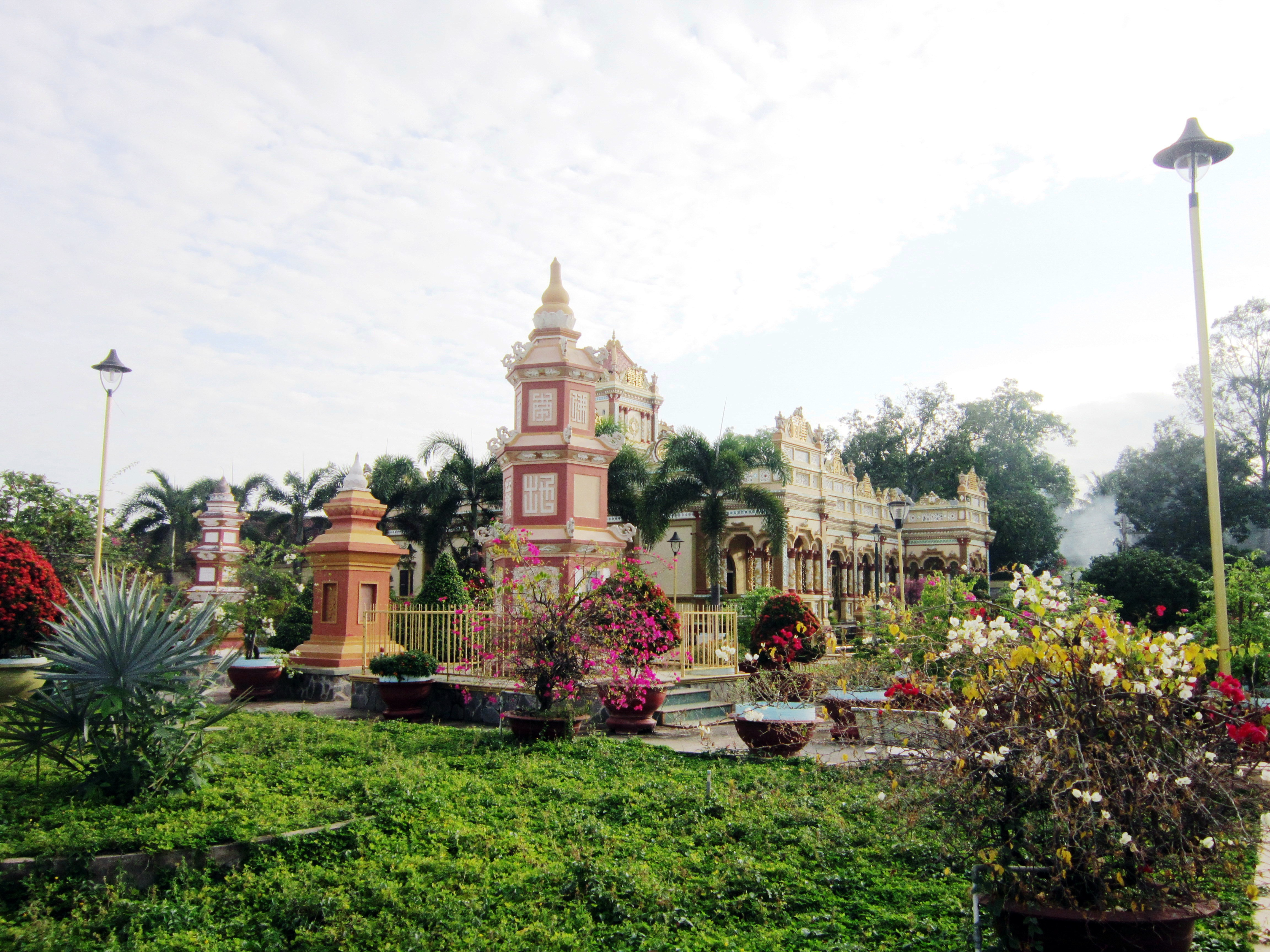
Phong cảnh nơi chùa tọa lạc

Trước chùa có 2 cổng Tam quan kiểu võ tinh xảo, xây theo kiểu cổ lầu để hình hòa thượng Lê Ngọc Xuyên đúng trên bậc đúc bằng xi măng, cửa ngõ này cẩn toàn bằng đồ sứ Trung Hoa, sứ Việt Nam in hình long, lân, quy, phượng. Canh, mục, ngư tiều, các câu đối cũng cẩn bằng miếng chai nổi màu sắc óng ánh.
Chùa Vĩnh Trường được trang bị trên 60 tượng phật đúc bằng gỗ, đồng, đất nung, xi măng, đa số tượng bằng gỗ, tất cả được thếp vàng óng ánh và được tạo vào cuối thế kỷ XIX, đầu thế kỷ XX. Riêng 3 tượng đồng (Di đà, cao 98 cm, Quan Âm và Thế Chí cao 93 cm) được tạo tác giữa thế kỷ XIX.
Bên cạnh những pho tượng, hiện vật còn lại trong chùa là: Đại Hồng Chung mang tên Pháp Bảo Chuông cao 12 cm, nặng khoảng 150 kg được đúc giữa tháng 5 năm 1854, khắc chữ "Vĩnh Trường Tự". Hiện nay Pháp Bảo Chuông không sử dụng được, bị hỏng do nằm lâu dưới nước sau thời gian thất lạc.
Ngoài ra chùa hiện còn sở hữu hơn 20 bức tranh sơn thủy có giá trị. Tuy ảnh hưởng tranh vẽ Trung Quốc nhưng những bức vẽ đều mang đậm nét dân gian Việt Nam, in hình "Mai, lan, cúc, trúc" và phong cảnh Việt Nam. Các bức tranh là công trình của Long Giang cư sĩ phác họa năm 1904. Những bức hoành, câu đối trong chùa được điêu khắc chữ nổi thếp vàng như những chữ "Hoàng kim bửu điện" được khắc từ 1851.
Từ trước tới nay, ngôi chùa vẫn được bảo quản tốt, bổn đạo khắp nơi vẫn thường đến viếng, góp tiền của cho việc tu sửa chùa, các tu sĩ trong chùa vẫn chú trọng công tác bảo vệ chùa. Gần đây, chùa đã xây dựng thêm một tượng Phật đứng có kích thước rất lớn. Tượng màu trắng, diễn tả Phật đang đứng trông nom chúng sinh các cõi. Tượng Phật được nhiều người địa phương cho là biểu tượng của ngôi chùa hiện nay.

## Những đời hòa thượng trụ trì

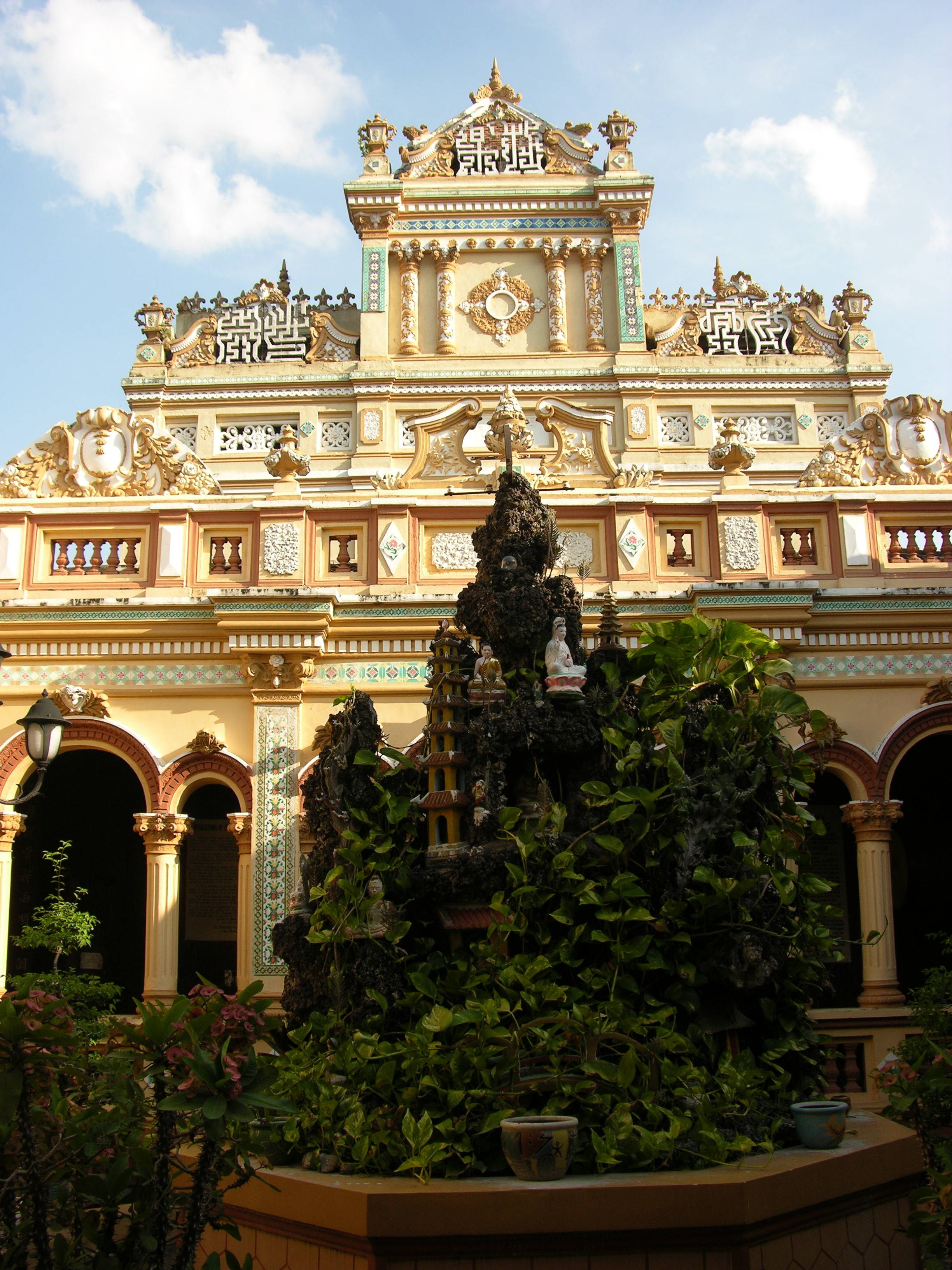
Mặt sau chùa Vĩnh Tràng.

Chùa Vĩnh Trường được xây cất năm 1849, trước đó, chùa mới chỉ là một cái am nhỏ, mái lá vách đất, quang cảnh hoang vu, do ông Bùi Công Đạt kiến tạo. Năm 1849, Hòa thượng Huệ Đăng khởi tạo xây chùa, ngoài việc lo kinh kệ, Huệ Đăng còn gánh đất đắp nền cùng với nhiều đạo hữu đến giúp. Năm 1864, Hòa Thượng Huệ Đăng mất trong lúc công việc chưa hoàn tất. Do không có đệ tử kế truyền nên bổn đạo thỉnh ông Minh Đề làm trụ trì.
Năm 1878, Hòa thượng Minh Đề tịch hòa thượng Quản Ân thay thế được một thời gian rồi đi du học ở Thái Lan. Bổn đạo thỉnh sư Minh Truyện về chủ trì được một thời gian rồi cũng chuyển đi nơi khác. Vì chùa không có người chủ trì nên phật tử trong bổn đạo họp nhau lại bàn bạc và nhất trí đến hội ý Hòa thượng Tổ Từ Trung, Hoà thượng Trung (chùa Bửu Lâm, Mỹ Tho) đến thỉnh Hòa thượng Trà Chánh Hậu (hiệu là Quảng Ân) về trụ trì, tiếp tục công việc của Hòa thượng Huệ Đăng.
Năm 1907, Hòa thượng Trà Chánh Hậu bắt đầu trùng tu lại ngôi chùa, tầng 1 của gian chánh điện được xây cất. Hòa thượng Lê Ngọc Xuyên, pháp danh Tục Thông, tự Tâm Liễu, pháp hiệu An Lạc là đệ tử kế thế của Hòa thượng Quảng Ân lên thay. Đến năm 1930, Sư lo chỉnh trang nóc chùa và mặt dựng bốn phía chùa. Cuối 1930, chùa được hoàn tất thêm 3 gian và tầng 2 của gian chánh điện. Năm 1933, Sư cho xây 2 cổng Tam quan và xây rào xung quanh. Ngày 22 tháng 6 năm 1939, Hòa thượng Quảng Ân qua đời, thọ 67 tuổi.
Thượng tọa Thích Trí Long là đệ tử được Hòa thượng Lê Ngọc Xuyên di chúc làm Trụ trì nhưng vì Thích Trí Long mới 19 tuổi nên thầy yết ma Tục Chơn tự Tâm Giác, là anh ruột của hòa thượng Tục Thông thay quyền trụ trì và làm vị sư bảo hộ. Ngày 25 tháng 3 năm 1954, thầy Yết ma Tục Chơn mất (thọ 94 tuổi), Thượng tọa Thích Trí Long chính thức trụ trì cho đến ngày nay.

## Hình ảnh khác

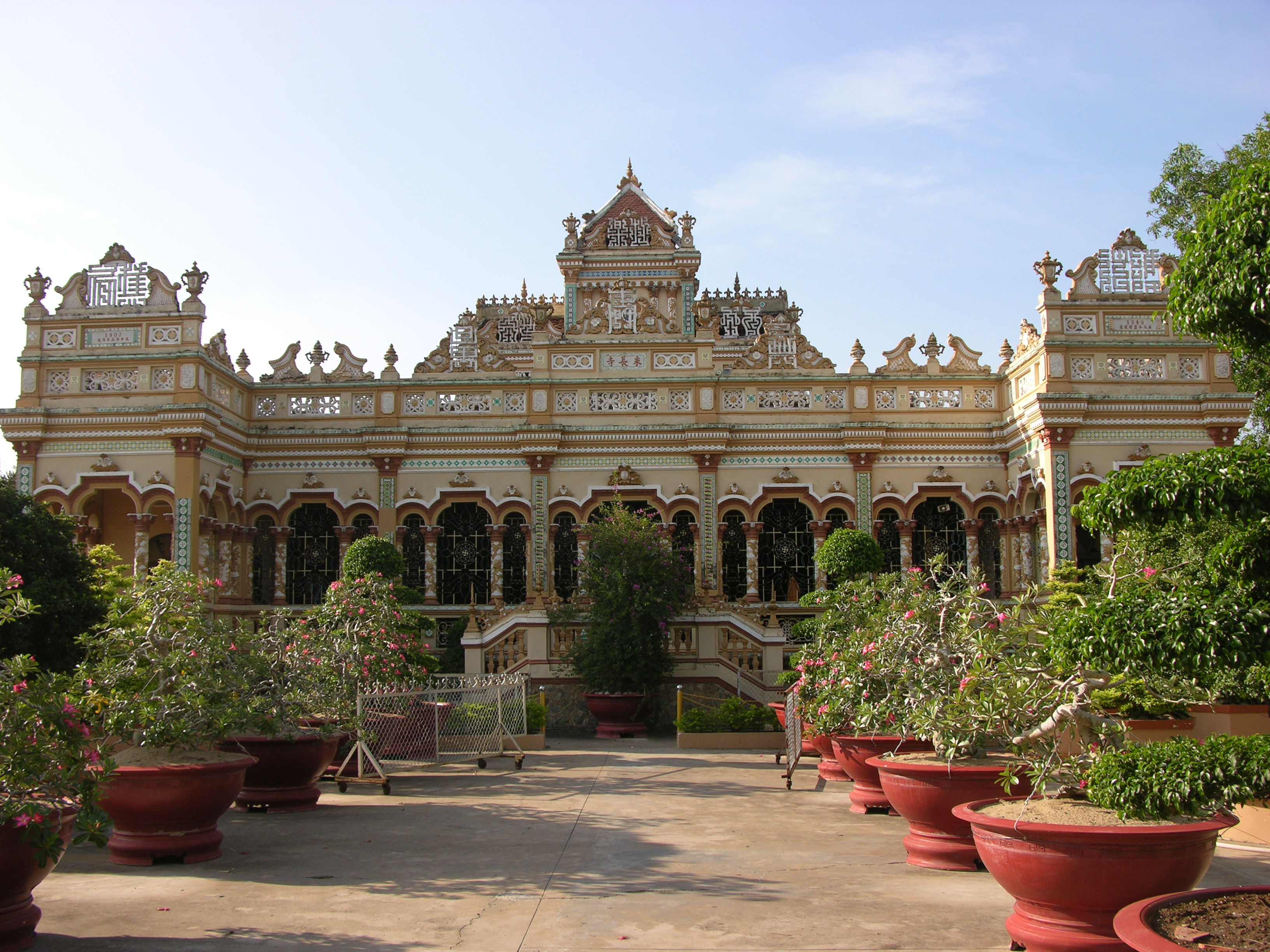
Mặt tiền chùa
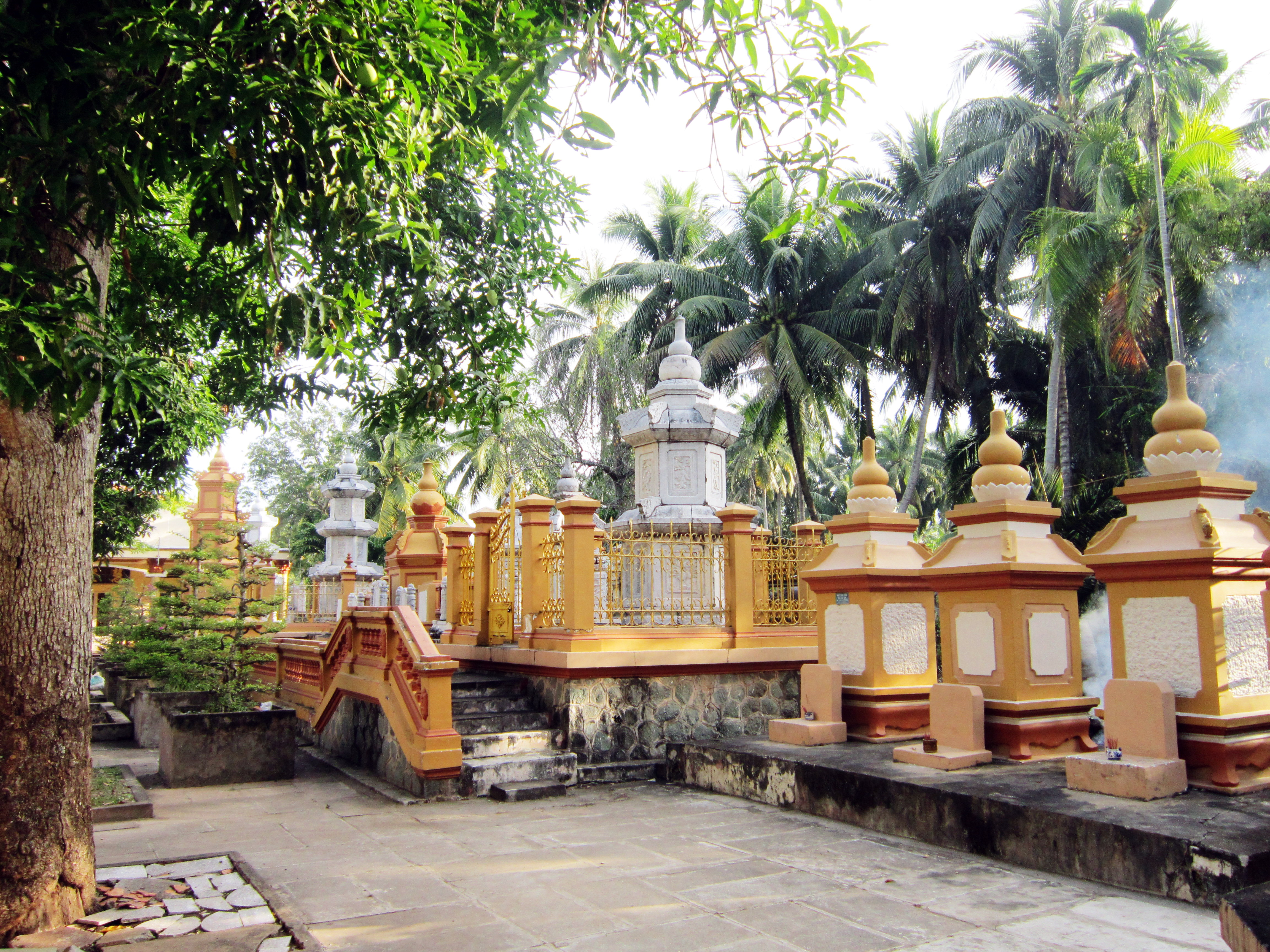
Các tháp mộ trong khuôn viên chùa
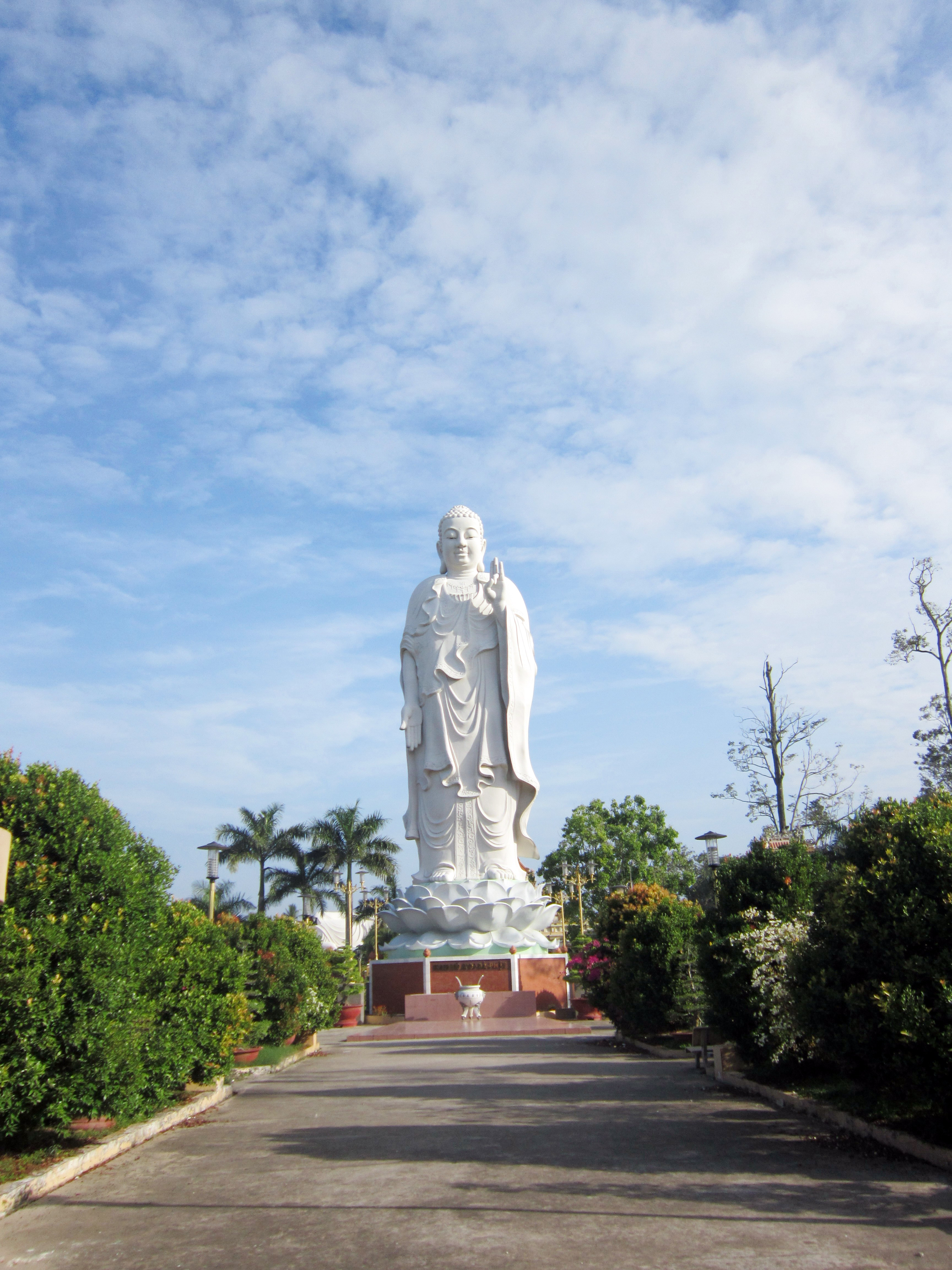
Tượng Phật A Di đà ở trước chùa
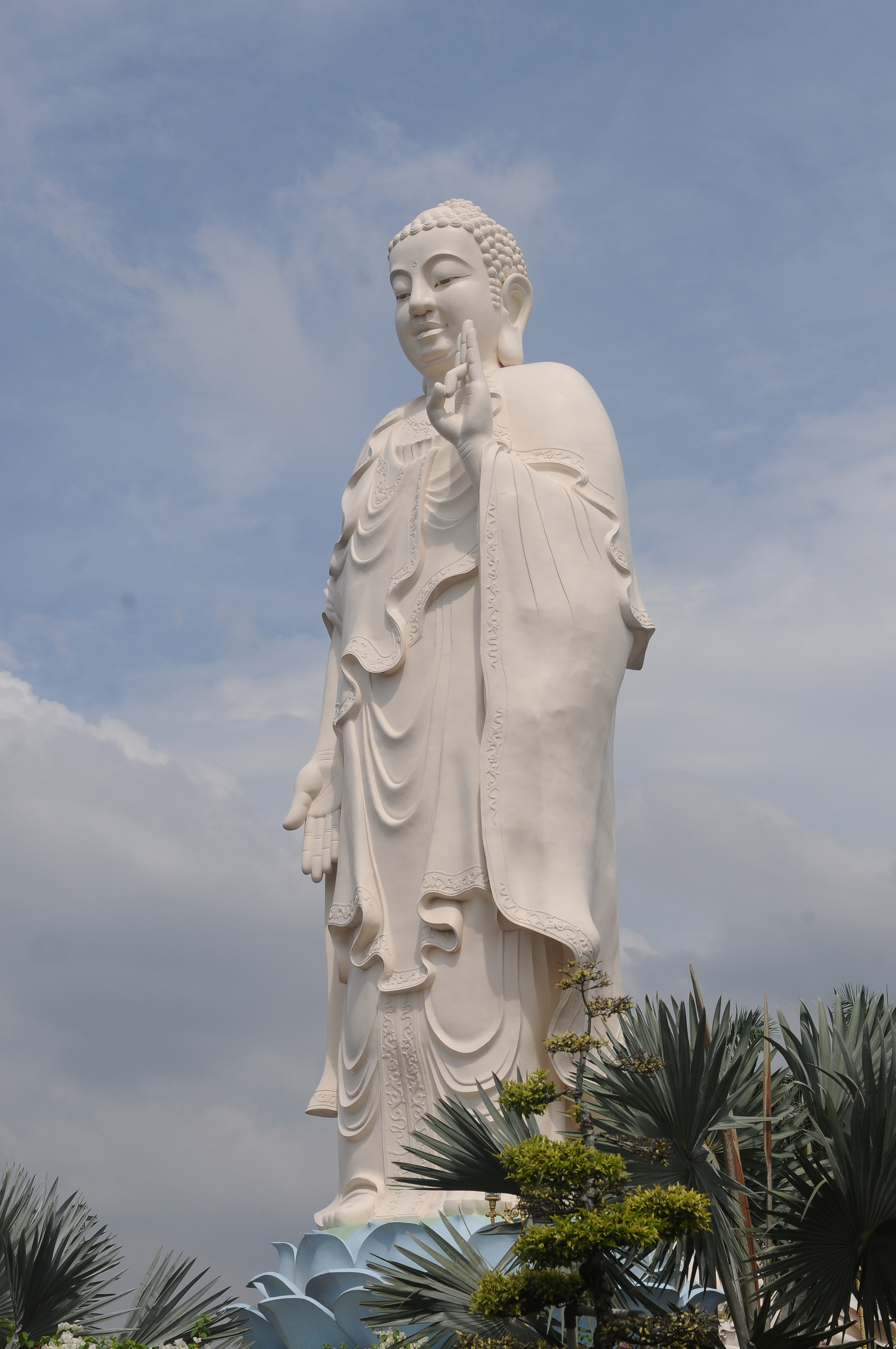
Tượng phật chùa Vĩnh Tràng
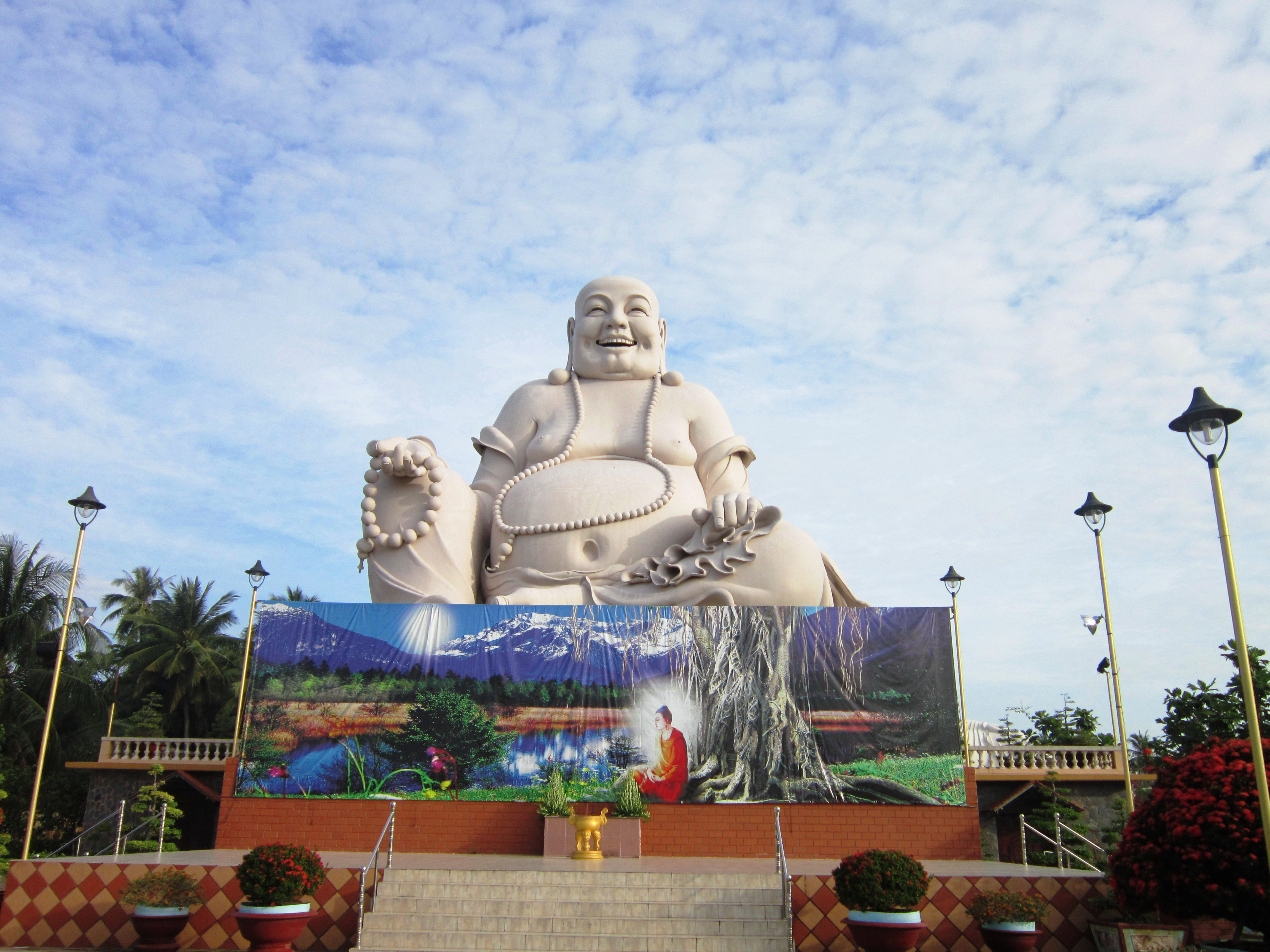
Tượng Phật Di Lặc bên hông chùa
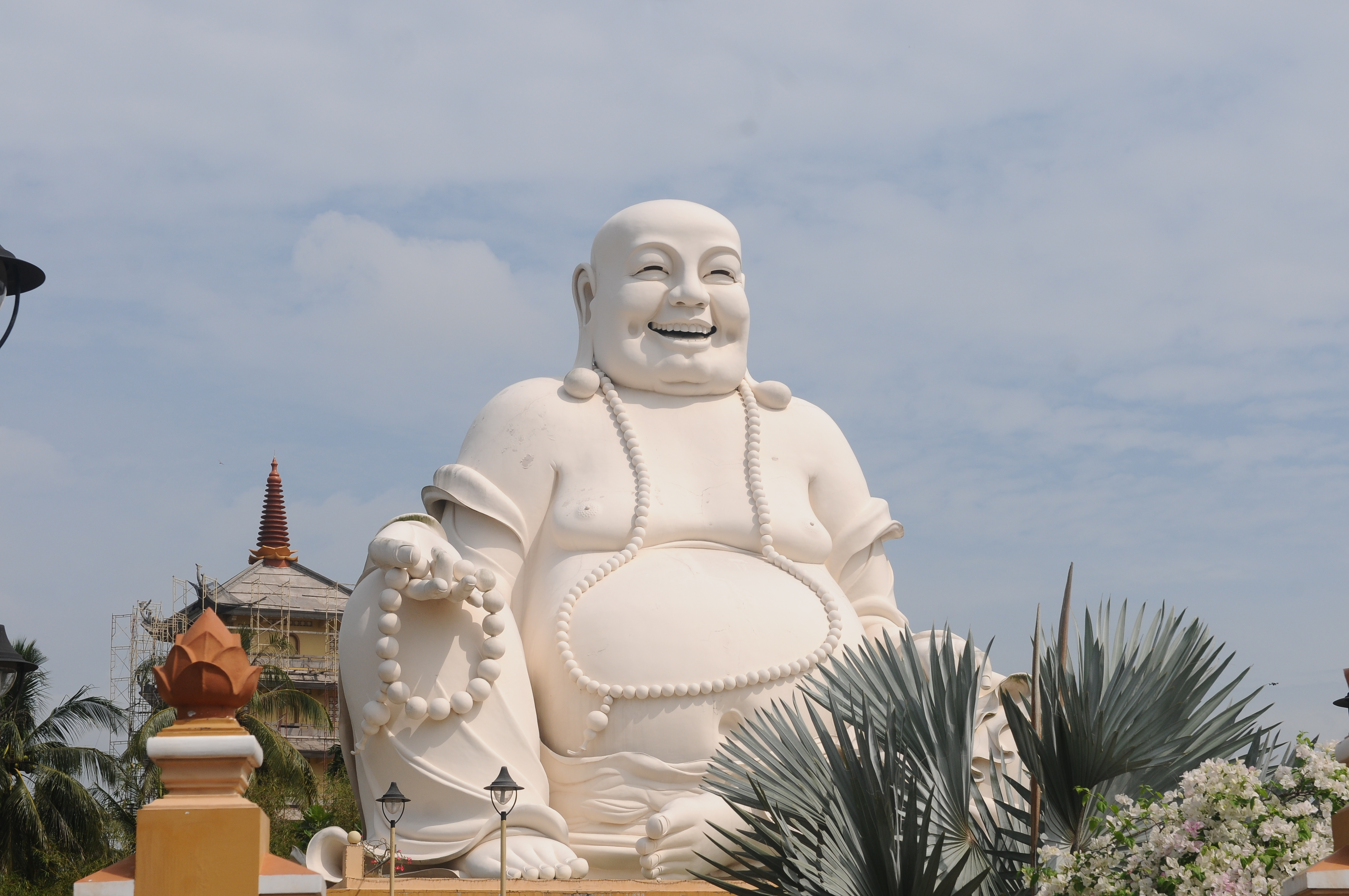
Tượng phật chùa Vĩnh Tràng
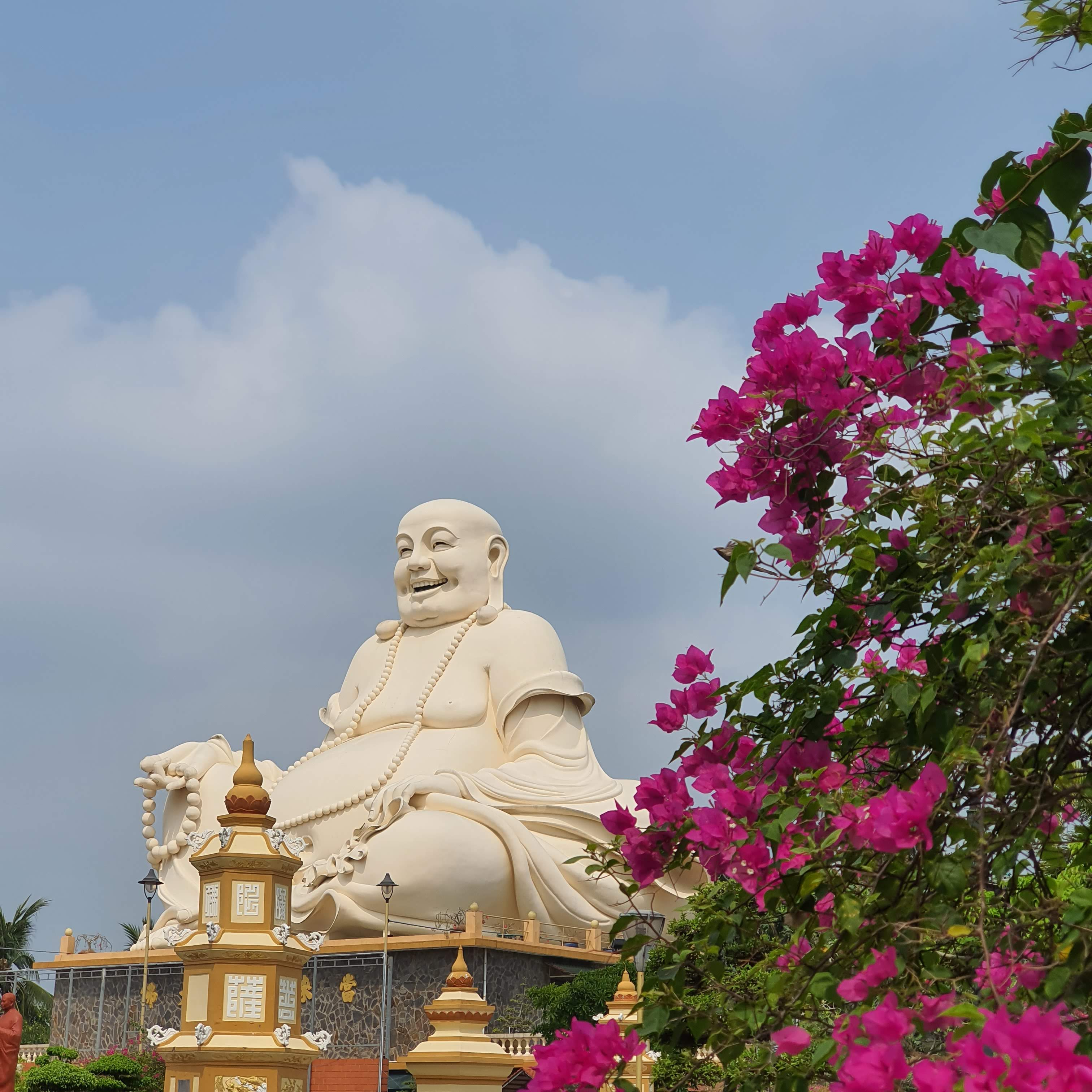
Tượng Phật Di Lặc bên hông chùa
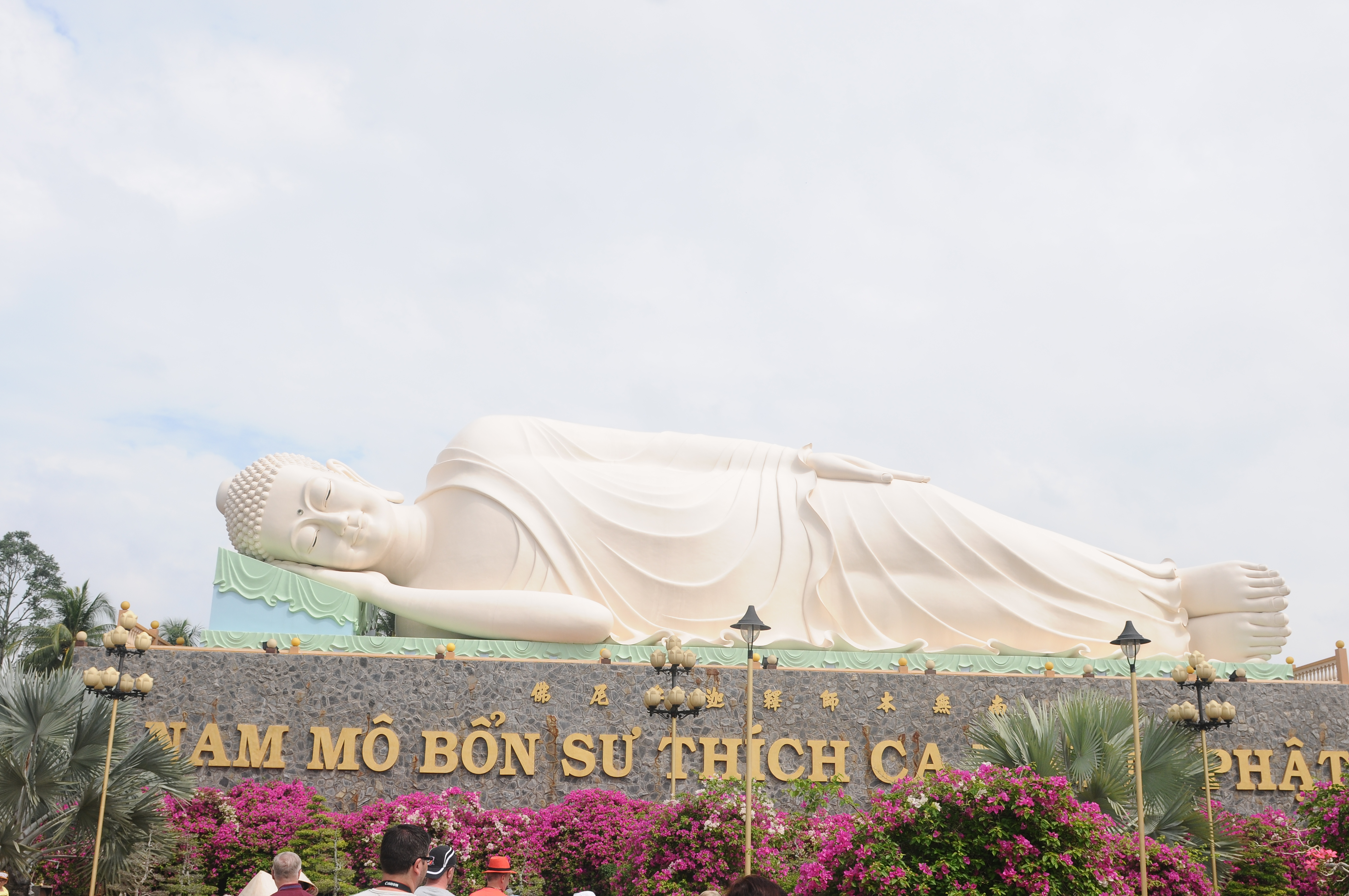
Tượng phật chùa Vĩnh Tràng
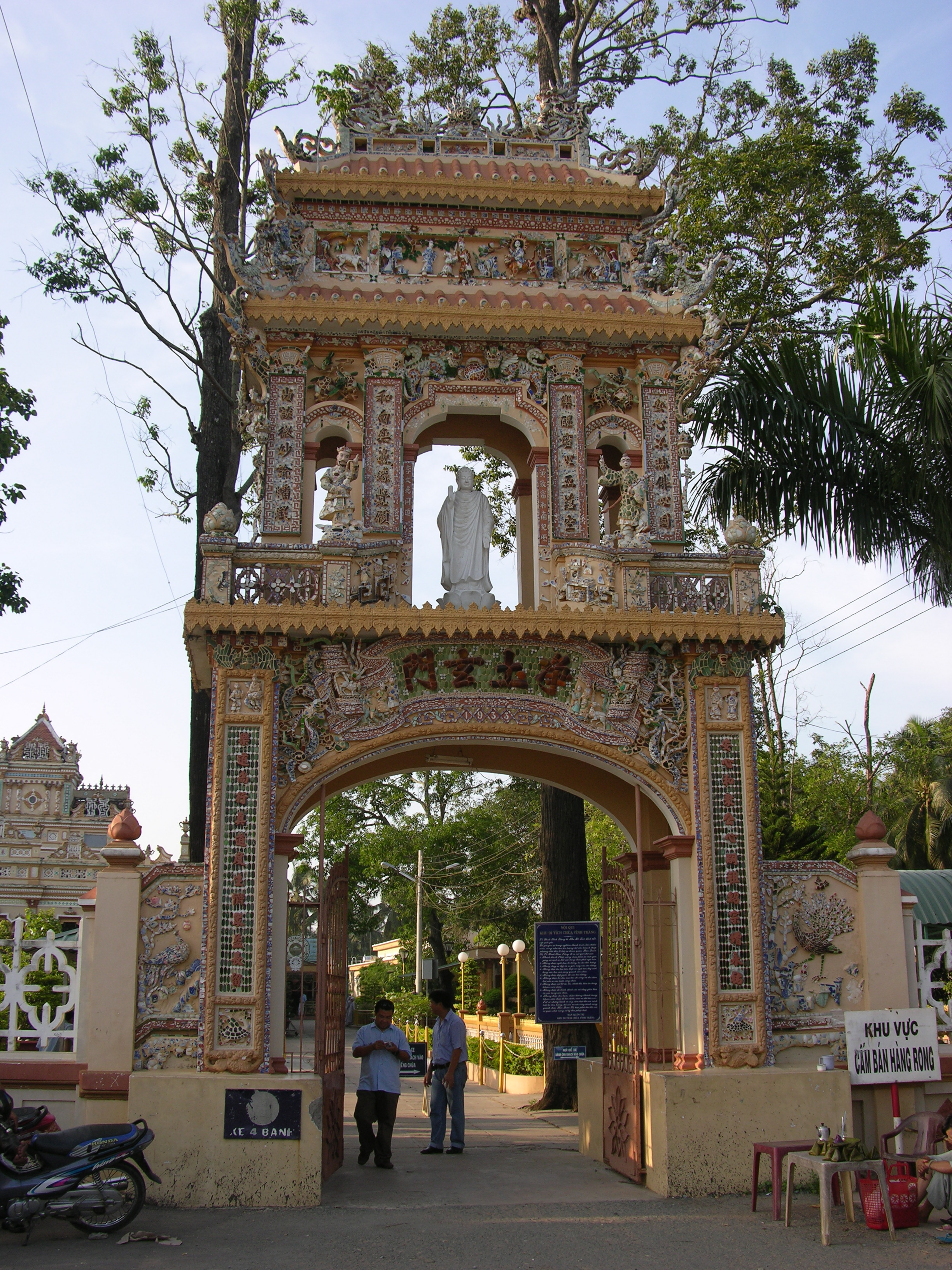
Cổng Tam quan nhỏ
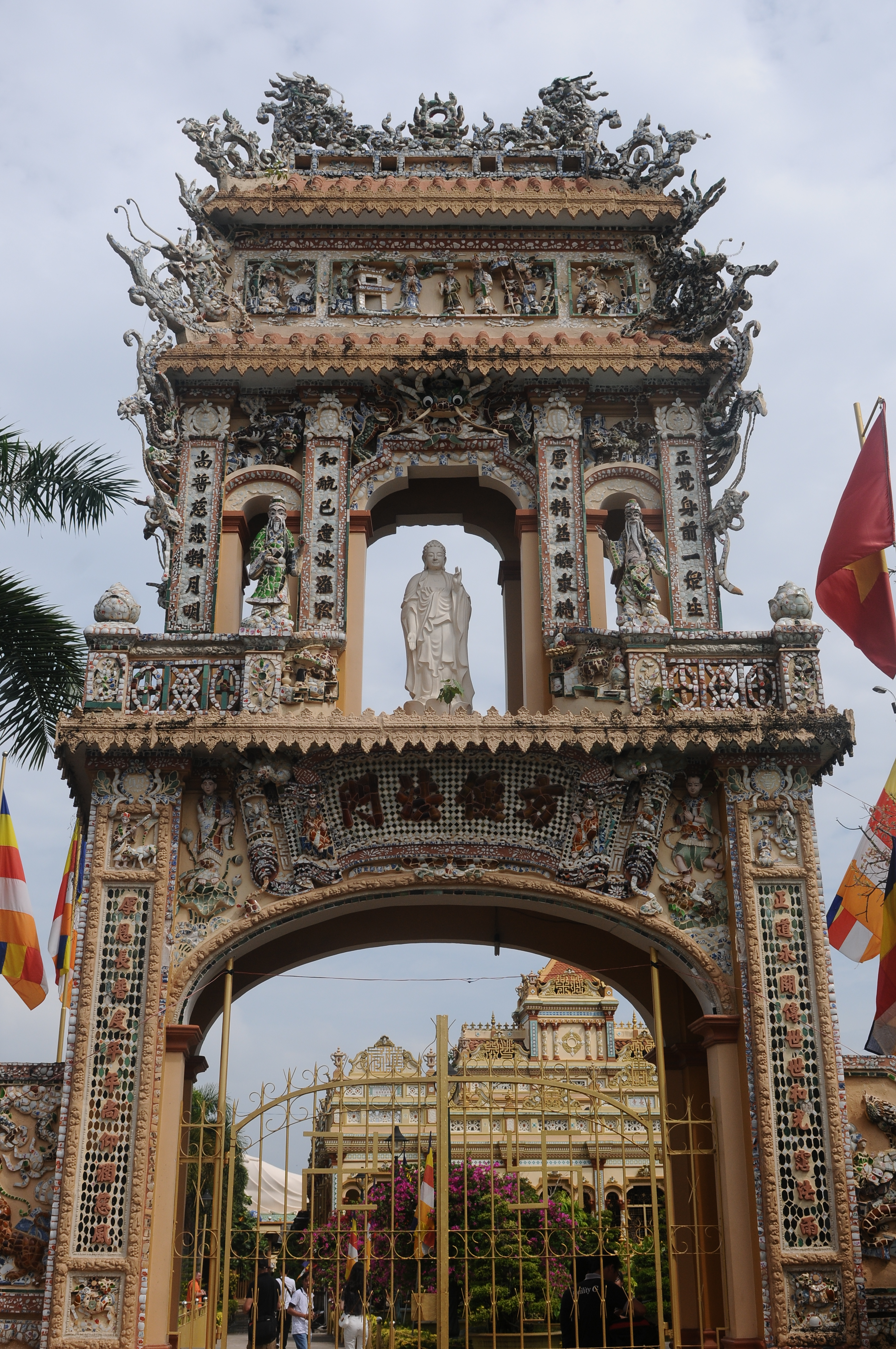
Cổng chùa Vĩnh Tràng
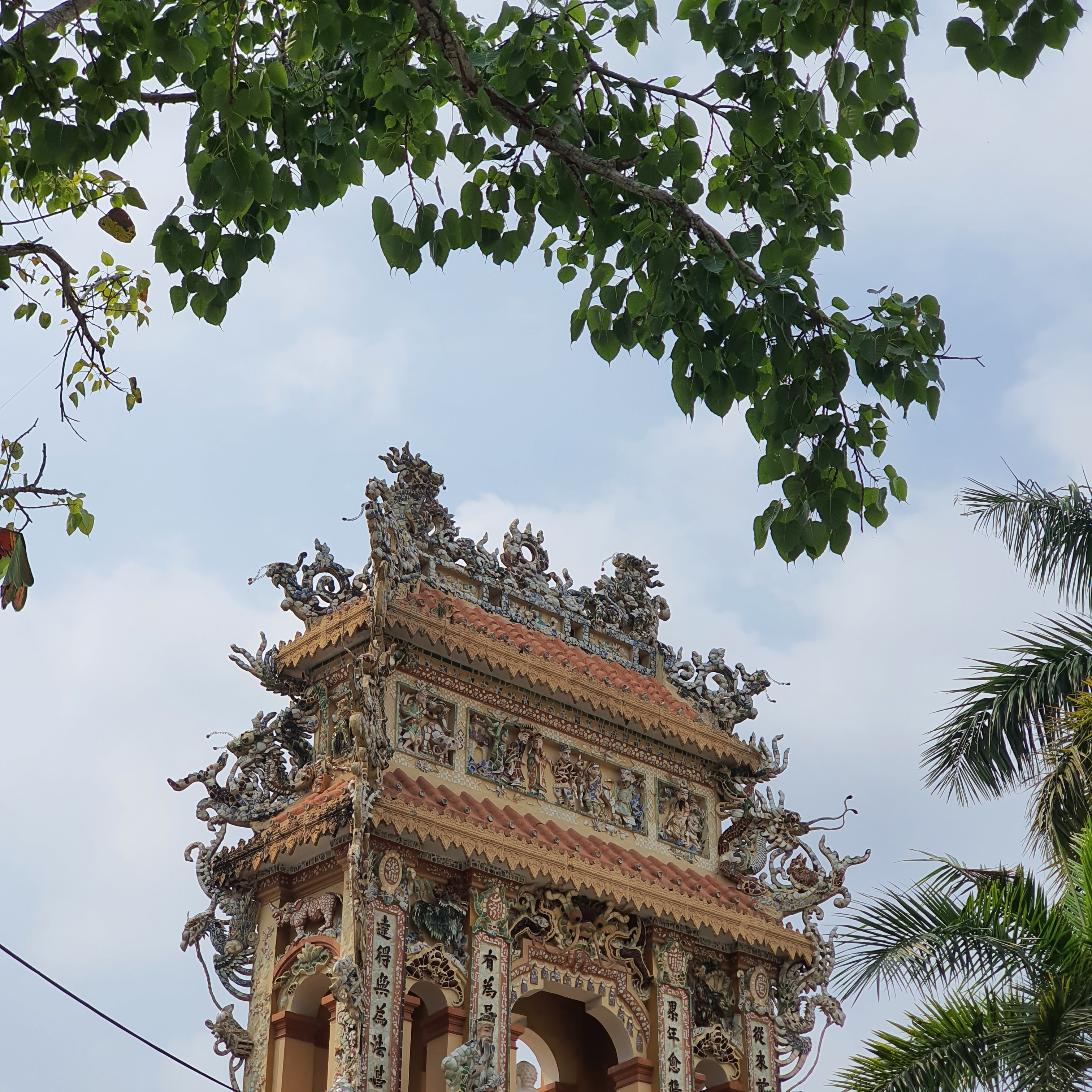
Kiến trúc cổng chùa Vĩnh Tràng
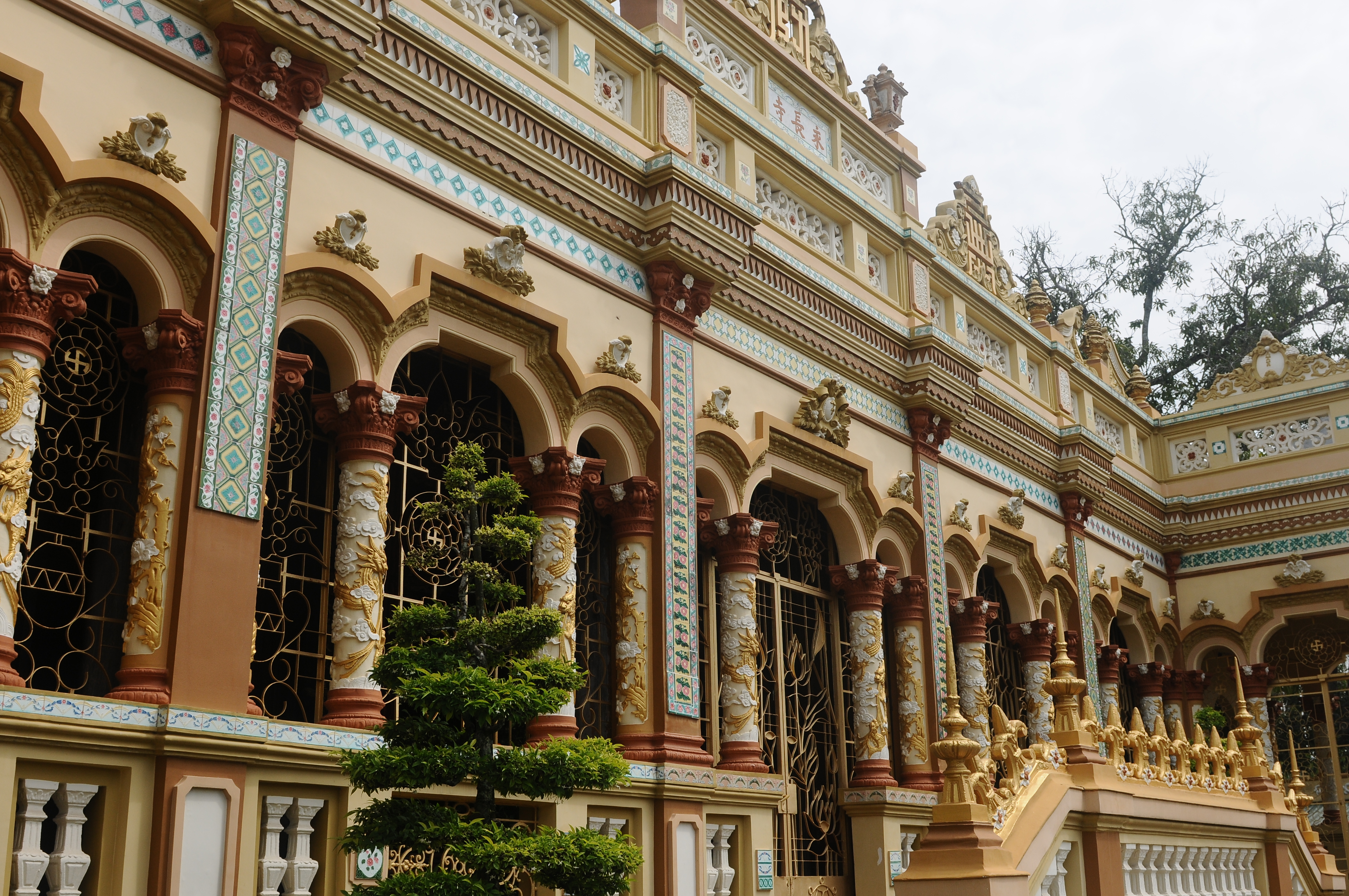
Kiến trúc chùa Vĩnh Tràng
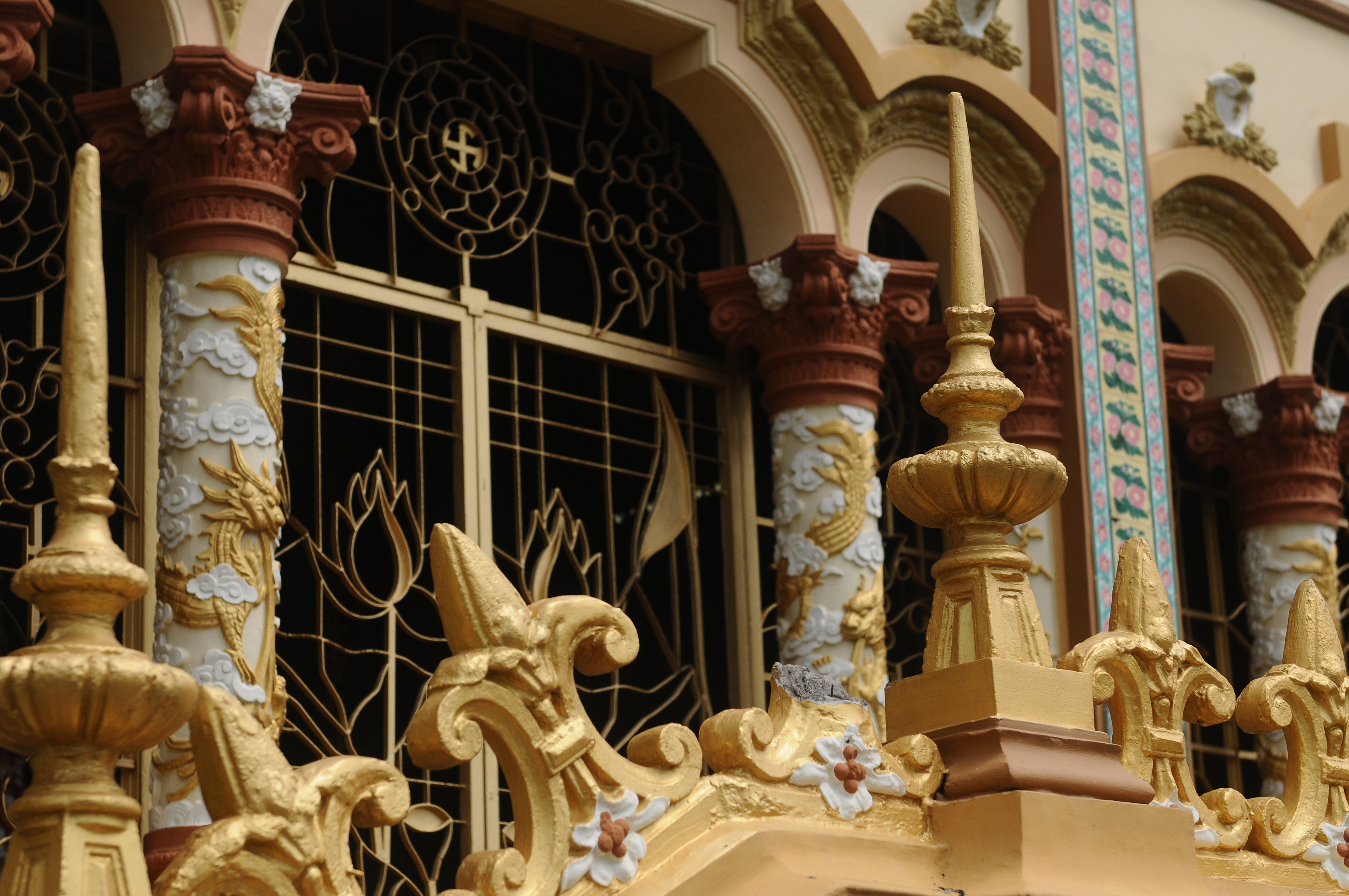
Kiến trúc chùa Vĩnh Tràng
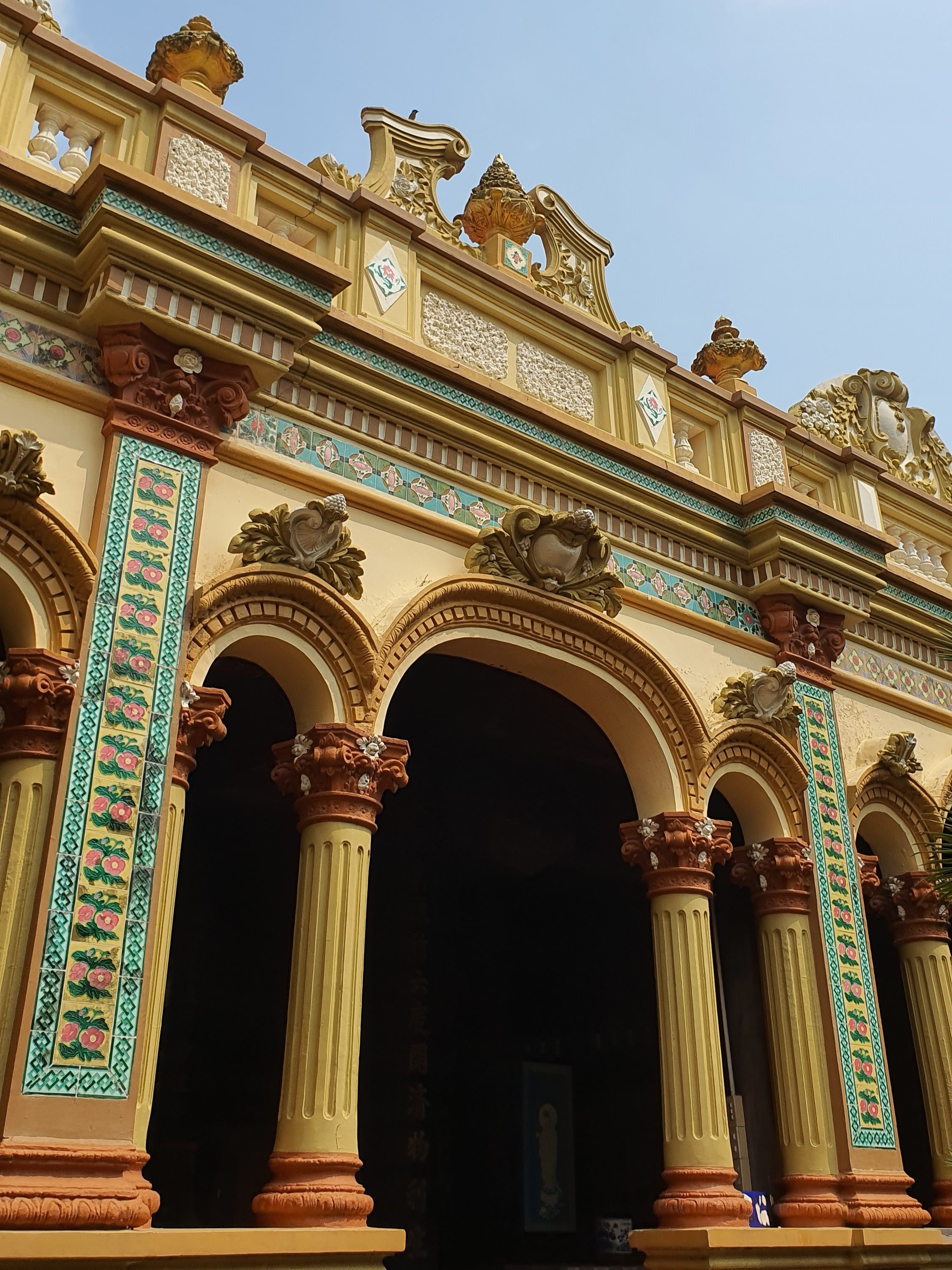
Kiến trúc chùa Vĩnh Tràng
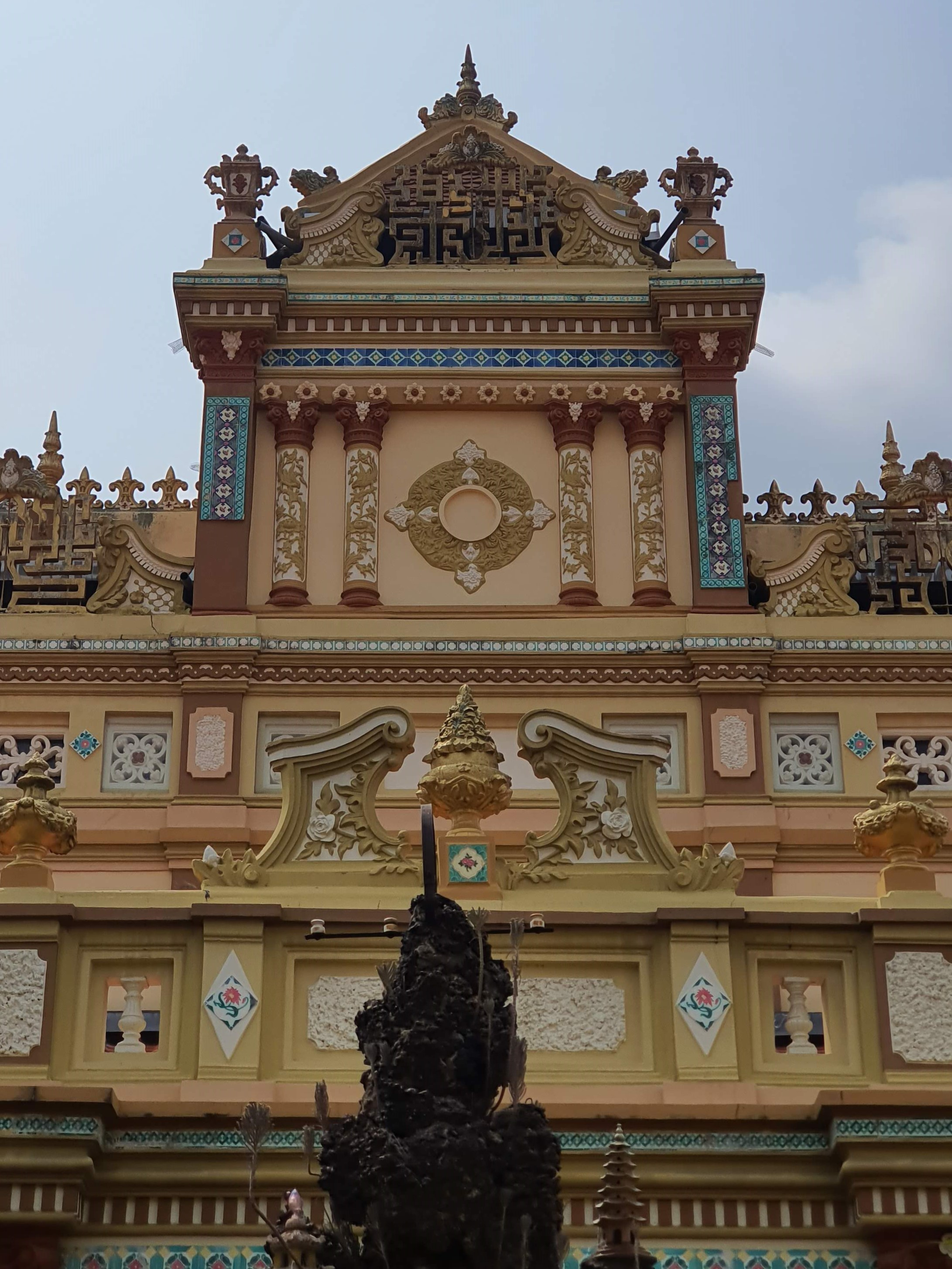
Kiến trúc chùa Vĩnh Tràng
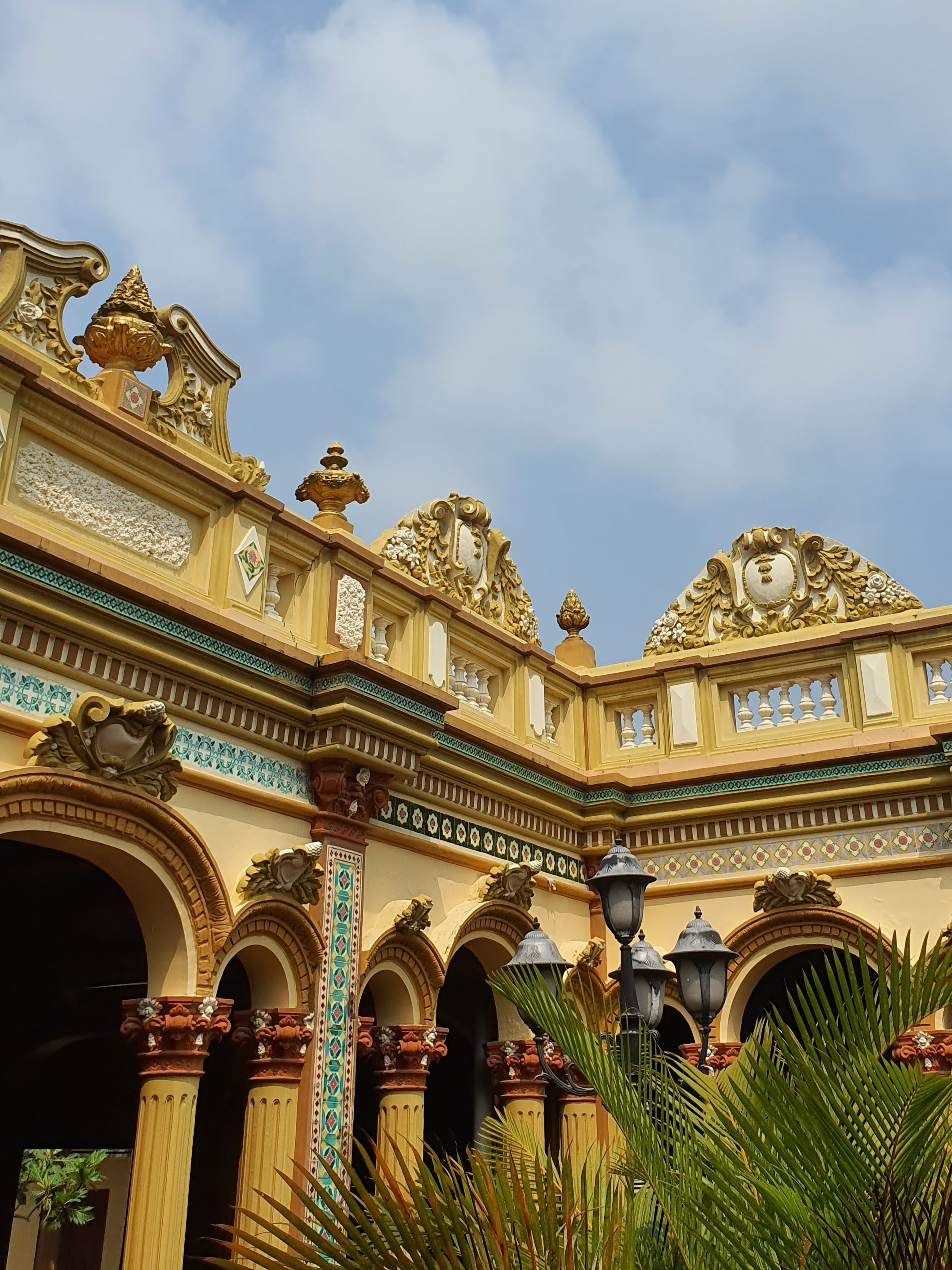
Kiến trúc chùa Vĩnh Tràng
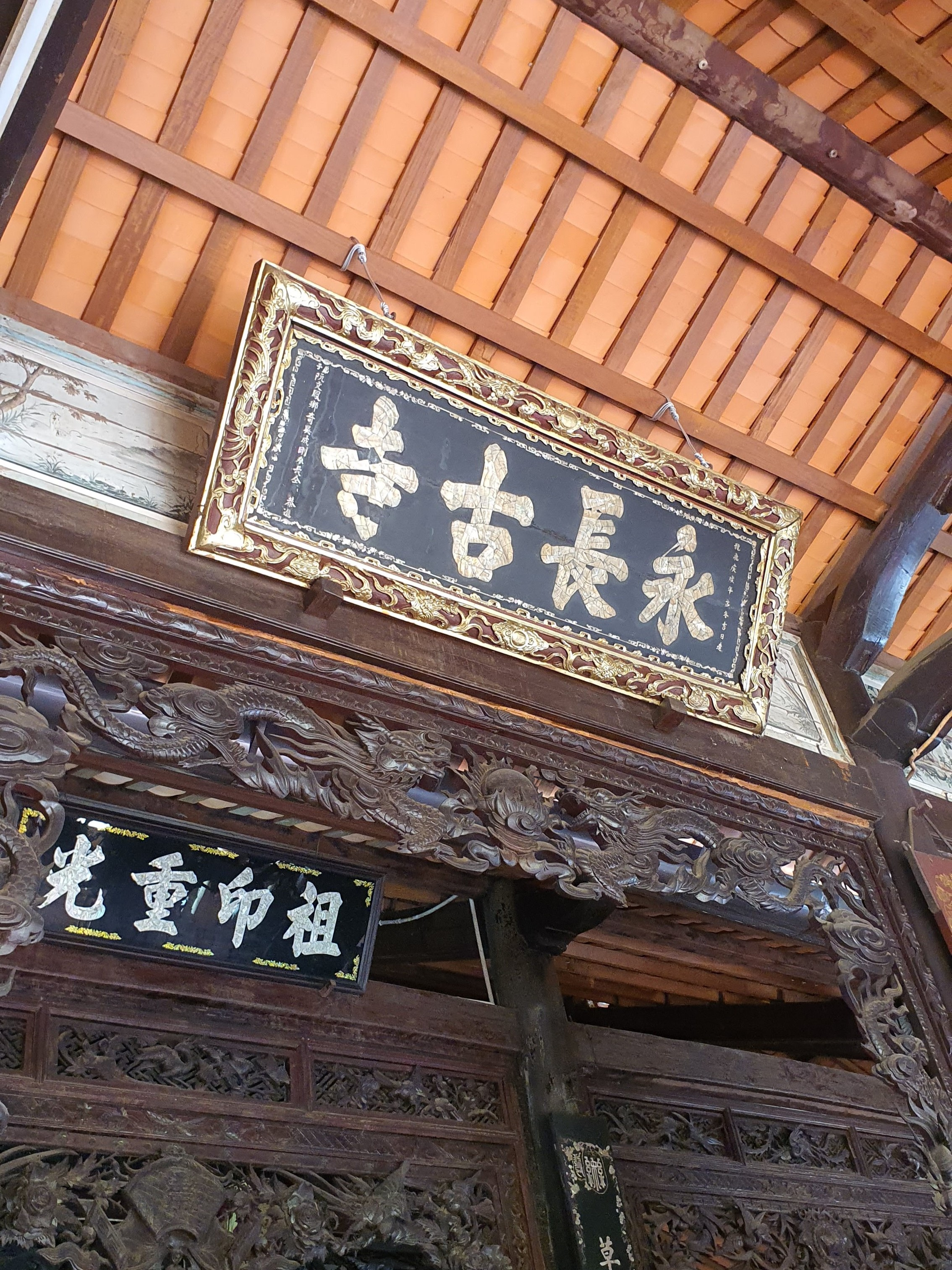
Hoành phi ghi chữ 永長古寺 (Vĩnh Trường Cổ Tự)
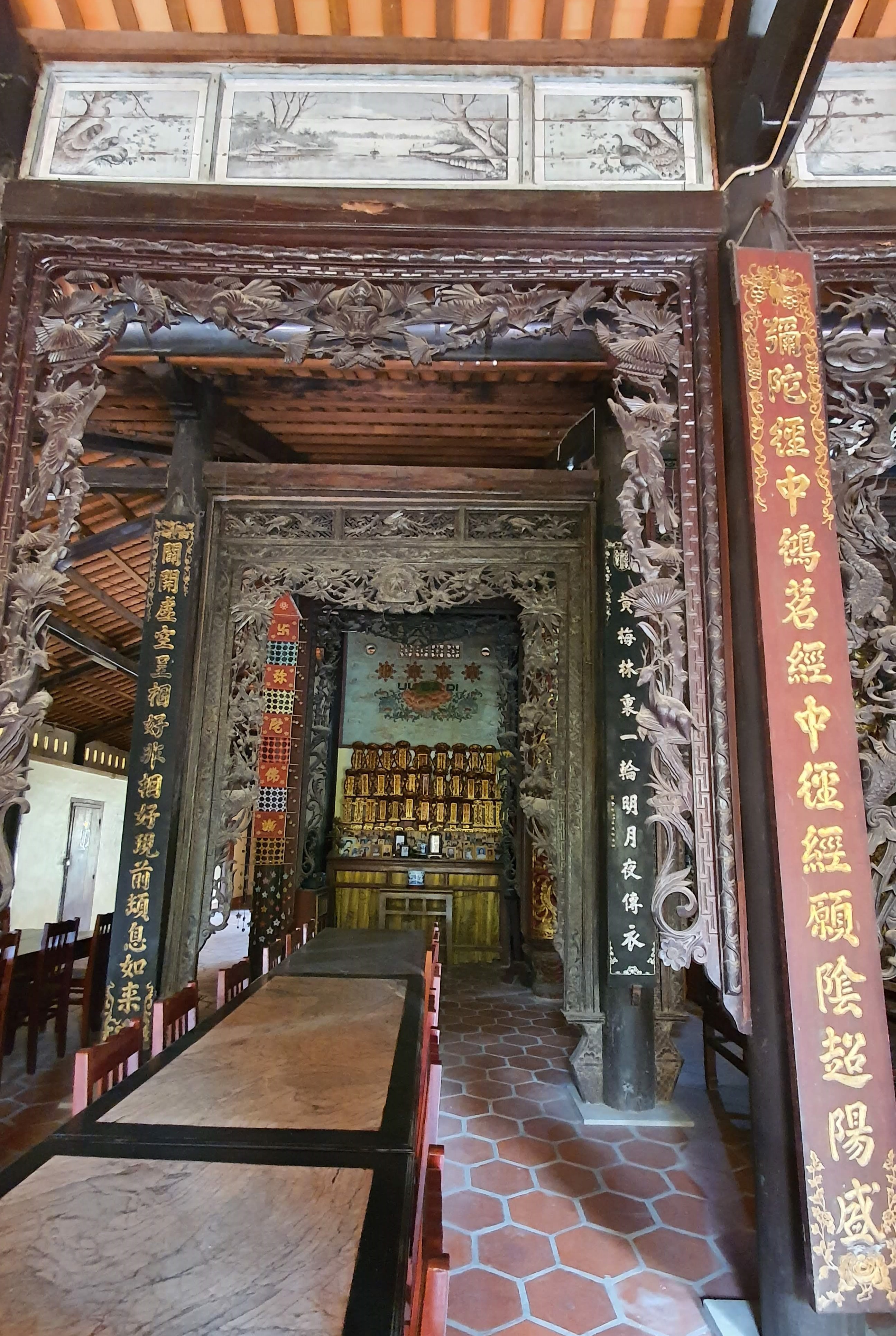
Khám thờ Phật
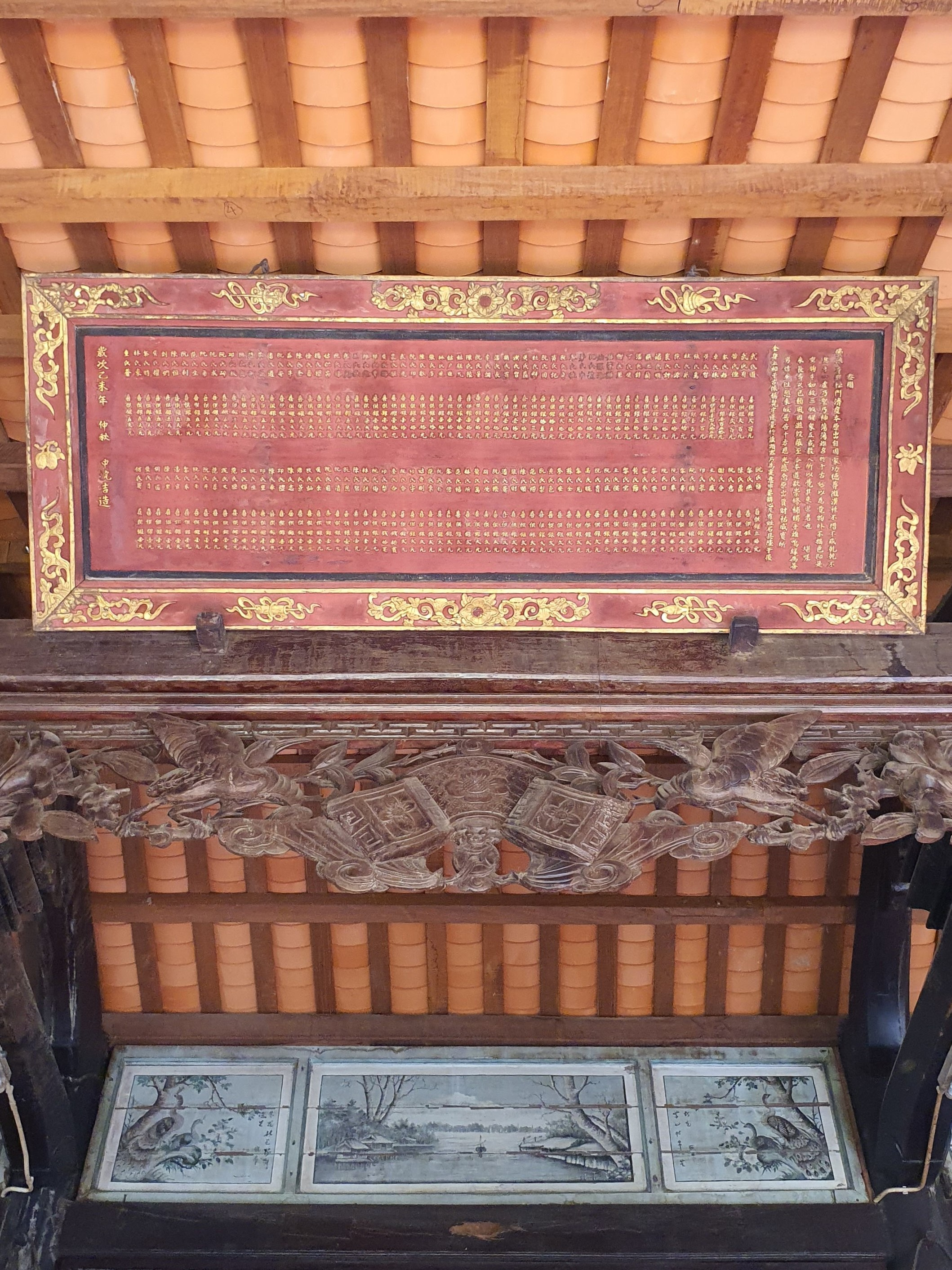
Hoành phi
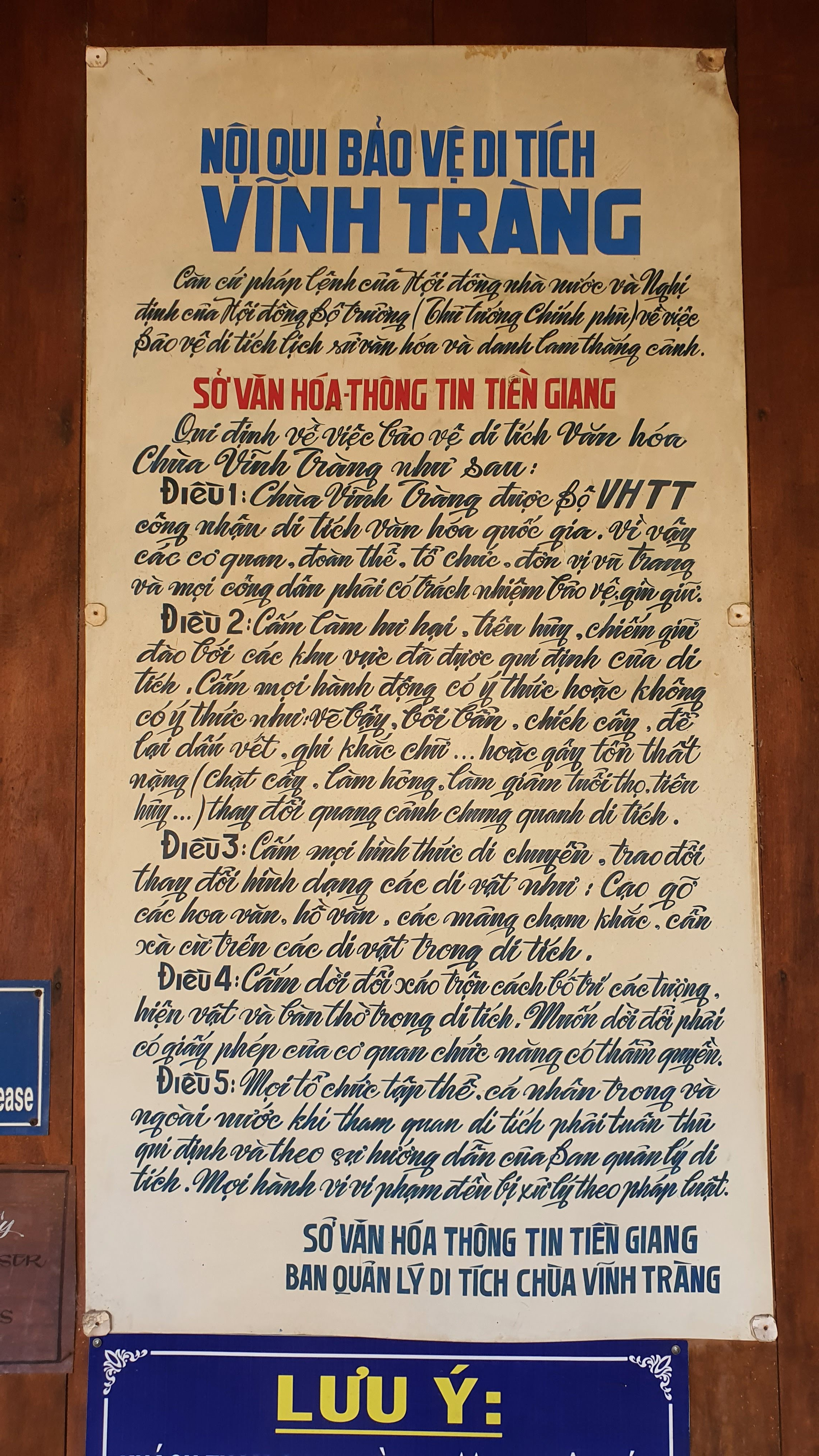
Bảng Nội quy bảo vệ di tích
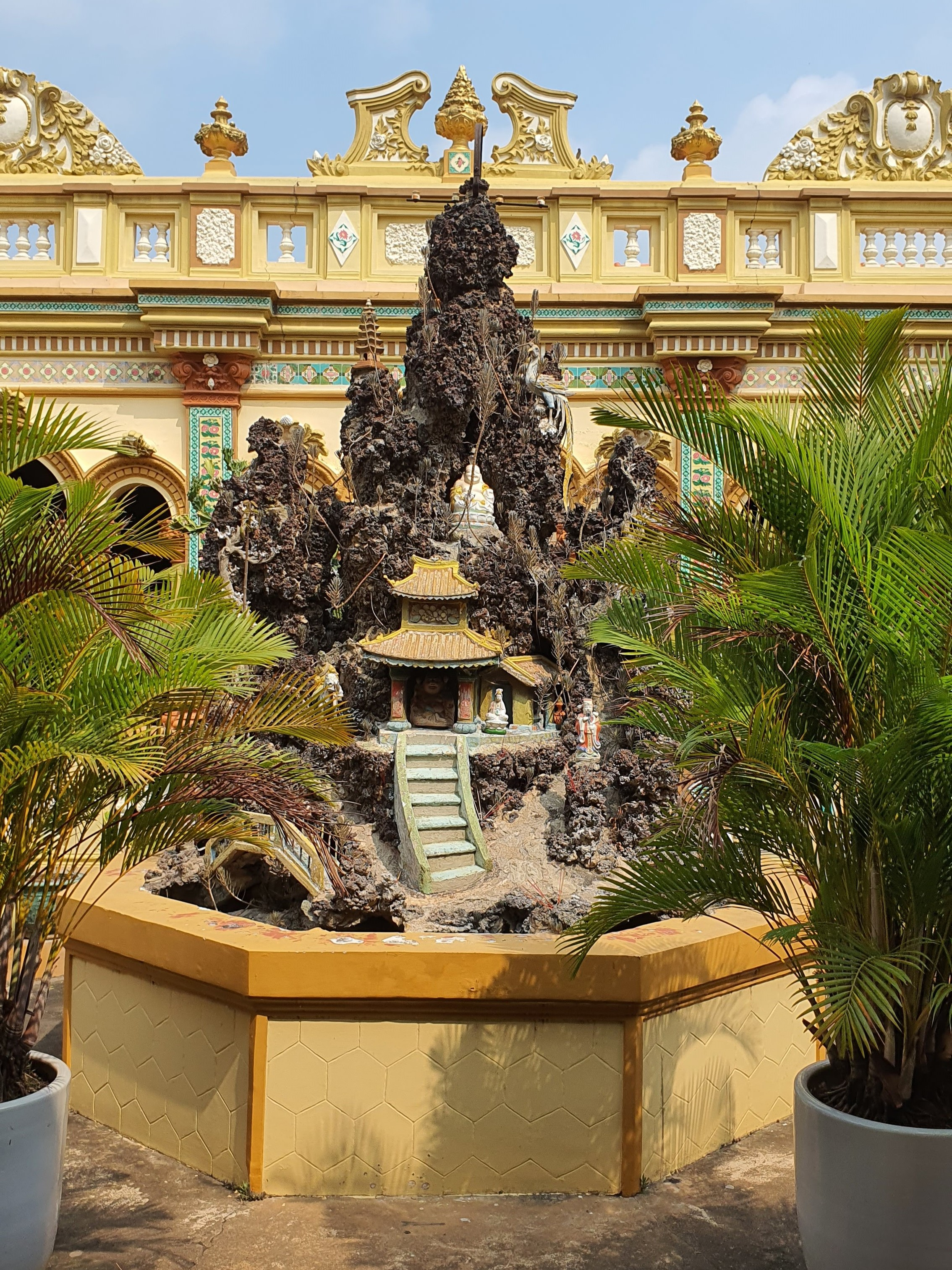
Hòn non bộ
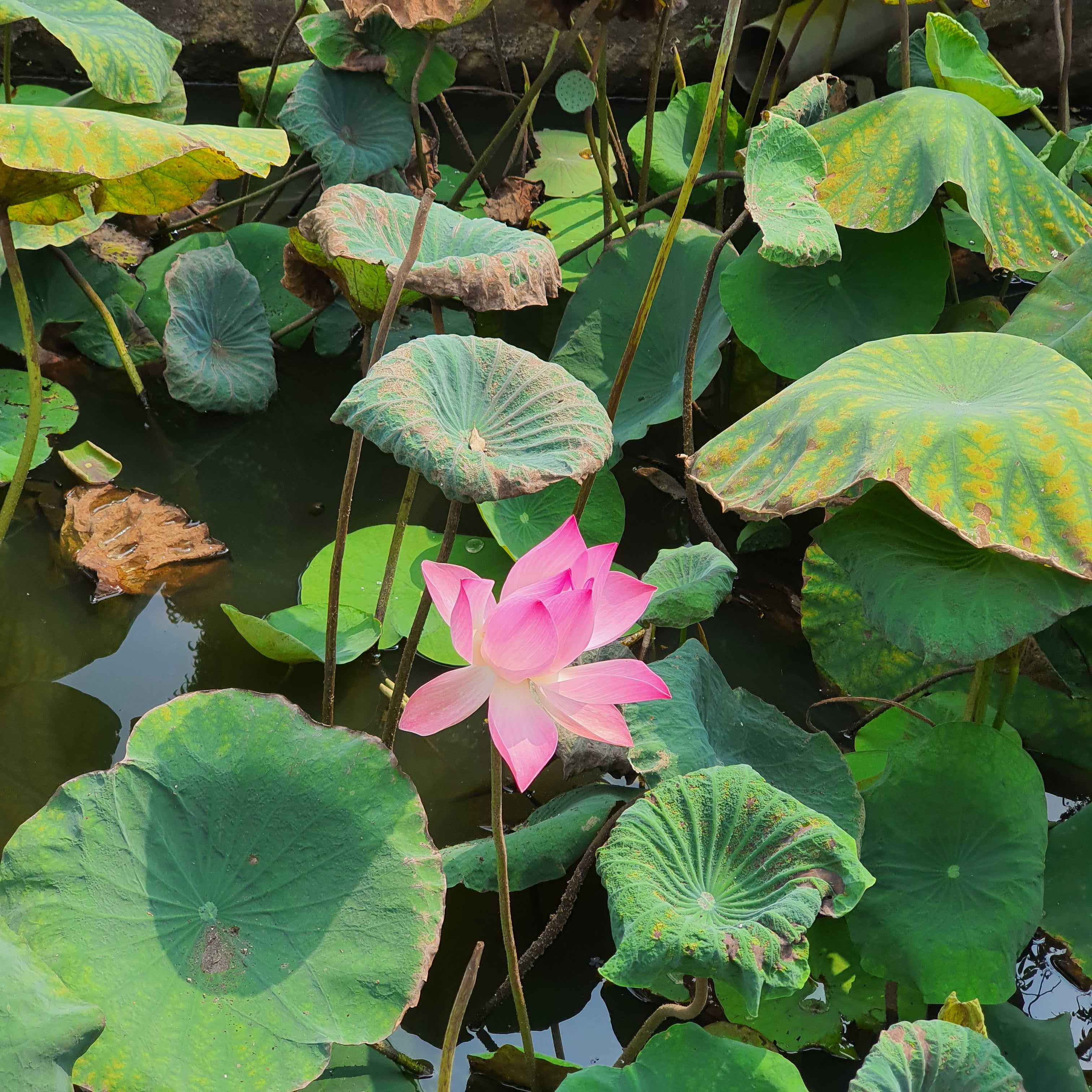
Hoa sen ở chùa